# تپه چغا کبود ۲
تپه چغا کبود مربوط به مس و سنگ است و در شهرستان کرمانشاه، بخش مرکزی، دهستان بالادربند، ۱ کیلومتری غرب شمال غرب روستای چغا کبود واقع شده و این اثر در تاریخ ۲۶ اسفند ۱۳۸۷ با شمارهٔ ثبت ۲۵۷۳۸ به‌عنوان یکی از آثار ملی ایران به ثبت رسیده است.